# Berlinde de Meerbeke
Pour les articles homonymes, voir Berlinde.
Sainte Berlinde (ou Berlende), née à une date inconnue et décédée à Meerbeke (Belgique) entre 936 et 941, est une religieuse ermite brabançonne. Liturgiquement elle est commémorée (localement) le 3 février.

## Vie de sainte Berlinde
La Vita S. Berlendis est un écrit d’Hugues de Lobbes, abbé de l'Abbaye Saint-Pierre de Lobbes, probablement d'entre 1049 et 1051. Il est difficile d’en séparer les éléments biographiques certains des légendes qui sont attachées à la personne de Berlinde. Berlinde serait la fille d’Odelard, un comte du ‘Pagus de Brabant’ du temps de Wigéric, duc de Lotharingie. Sa mère serait la sainte Nona de Meerbeke, une cousine de saint Amand. 
Berlinde aurait été déshéritée par son père, un lépreux qui se serait fâché de voir que les siens lavaient sa tasse après qu’il l’eut utilisée. Dans un accès de colère il transfère tous ses biens à l’abbaye de Nivelles. Déshéritée, Berlinde doit se réfugier dans un monastère de Moorsel (Flandre orientale). Odelard fut peut-être un seigneur de guerre au service du duc Wigéric de Lotharingie (mort en 922 ou 923). Odelard serait mort entre 919 et 924. 
À la mort de son père, Berlinde serait revenue à Meerbeke, y vivant comme religieuse ermite (ou recluse ?) avec des compagnes dans l’église Saint-Pierre (fondée par son père) et est morte probablement entre 936 et 941, 17 ans après la mort de son père.

## Éditions de laVita S. Berlendis

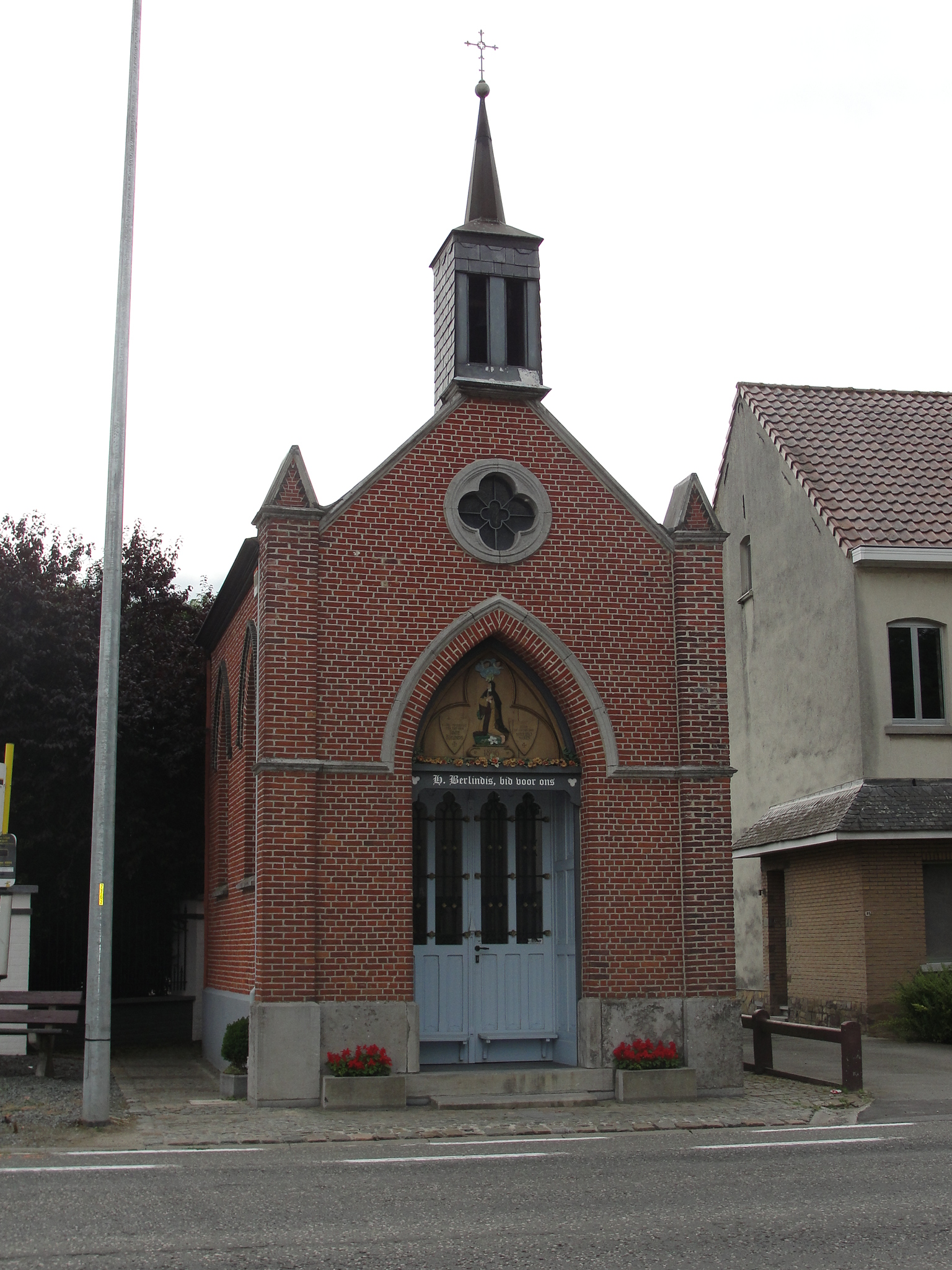
La chapelle Sainte-Berlinde, à Meerbeke

- WikiSource : Vita sanctae Berlendis
- Dans la Patrologia Latina de Jacques Paul Migne: Vita Sanctae Berlendis

## Culte
Iconographiquement sainte Berlinde est généralement représentée en moniale bénédictine tenant un calice à la main, une probable référence à l'incident de la tasse de son père lépreux. Elle est vénérée dans l'église paroissiale de Meerbeke, village où se trouve également une chapelle publique qui lui est dédiée.